# أندريه غوسين
أندريه غوسين (بالأوكرانية: Гусін Андрій Леонідович)‏ (مواليد 11 ديسمبر 1972) هو لاعب كرة قدم. يلعب مع منتخب أوكرانيا لكرة القدم. سبق له أن لعب في كأس العالم لكرة القدم مع منتخب بلاده.

## روابط خارجية
- أندريه غوسين على موقع الاتحاد الدولي (مؤرشف)  (الإنجليزية)
- أندريه غوسين على موقع الاتحاد الأوربي (الإنجليزية)
- أندريه غوسين على موقع اتحاد أوكرانيا (الإنجليزية)
- أندريه غوسين على موقع قاعدة بيانات كرة القدم.إي يو (الإنجليزية)
- أندريه غوسين على موقع ناشيونال فوتبول تيمز (الإنجليزية)
- أندريه غوسين على موقع Soccerway.com (الإنجليزية)
- أندريه غوسين على موقع عالم كرة القدم.نت (الإنجليزية)
- أندريه غوسين على موقع كووورة